# Laurinda Cardoso
Laurinda Jacinto Prazeres Monteiro Cardoso (nascida em 17 de junho de 1975), é uma advogada e jurista angolana que é Presidente do Tribunal Constitucional desde 2021.

## Infância e educação
Cardoso é licenciada em Direito Económico e pós-graduada em Direito Empresarial pela Universidade Agostinho Neto em colaboração com a Universidade de Coimbra. É pós-graduada em Gestão Empresarial pela Católica Lisbon School of Business & Economics.

## Carreira
De 2008 até 2011, Cardoso trabalhou com o Banco Mundial na preparação de estatísticas empresariais e trabalhistas. De 2010 até 2017, ela foi diretora do Gabinete Jurídico do Ministério da Administração do Território com Bornito de Sousa. Depois, tornou-se membro do Conselho Superior da Magistratura do Ministério Público.
Cardoso é membro da Associação dos Advogados Laborais de Angola e do Conselho Provincial da Ordem dos Advogados de Angola. É membro do Bureau Político do MPLA desde junho de 2019.
Cardoso tornou-se Secretária de Estado da Administração do Território em 2020. Foi nomeada Presidenta do Tribunal Constitucional pelo Presidente João Lourenço em Agosto de 2021, depois da renúncia de Manuel Aragão, que votou contra as propostas de emendas constitucionais que, segundo ele, levariam ao "suicídio do Estado de direito democrático". Ela renunciou sua filiação ao partido político MPLA depois de sua nomeação.
A nomeação de Cardoso recebeu críticas devido aos seus vínculos anteriores com o partido político no poder e, portanto, ao seu "hábito de obediência ao Presidente", bem como ao seu envolvimento em "esquemas de negócios irregulares". Em 2018, ela esteve envolvida num esquema de meio bilião de dólares, onde grande quantias de dinheiro foram transferidas do Banco Espírito Santo Angola para cinco empresas de fachada. Depois de sua nomeação para o Tribunal, surgiram notícias de que a empresa de construção de seu marido, Anteros, havia se beneficiado de contratos do Ministério da Administração do Território, onde ela serviu como Secretária de Estado.
Uma das primeiras decisões de Cardoso derrubou Adalberto Costa Júnior, o líder do maior partido da oposição, a UNITA, ao decidir que sua eleição foi ilegal por possuir dupla nacionalidade (portuguesa e angolana). Em dezembro de 2021, ela rejeitou um pedido de liminar feito por um candidato à liderança do MPLA, António Venâncio, que apelou da decisão com base no envolvimento anterior dela no partido.

## Vida pessoal
Cardoso é casada com o empresário Pedro Monteiro Cardoso, nascido em Cabo Verde e que tem nacionalidade portuguesa. Cardoso tem nacionalidade portuguesa por meio de seu marido.